# Wereldkampioenschappen boksen 1974
De wereldkampioenschappen boksen 1974 vonden plaats van 17 tot en met 30 augustus 1974 in Havanna, Cuba. Het onder auspiciën van AIBA georganiseerde toernooi was de eerste editie van de Wereldkampioenschappen boksen voor mannen.  
Er namen 242 boksers uit 45 deel aan het toernooi die streden in elf gewichtsklassen.

## Medailles
| Gewichtsklasse                | Goud              | Zilver            | Brons                                 |
| ----------------------------- | ----------------- | ----------------- | ------------------------------------- |
| Lichtvlieggewicht (– 48 kg)   | Jorge Hernández   | Stephen Muchoki   | Enrique Rodríguez Yevgeni Yudin       |
| Vlieggewicht (– 51 kg)        | Douglas Rodríguez | Alfredo Pérez     | Vladislav Zasypko Constantin Gruiescu |
| Bantamgewicht (– 54 kg)       | Wilfredo Gómez    | Luis Jorge Romero | Aldo Cosentino David Torosyan         |
| Vedergewicht (– 57 kg)        | Howard Davis      | Boris Kuznetsov   | Mariano Álvarez Rigoberto Garibaldi   |
| Lichtgewicht (– 60 kg)        | Vassily Solomin   | Simion Cuţov      | Luis Echaide osé Luis Vellon          |
| Halfweltergewicht (– 63,5 kg) | Ayub Kalule       | Vladimir Kolev    | Ulrich Beyer Amon Kotey               |
| Weltergewicht (– 67 kg)       | Emilio Correa     | Clinton Jackson   | Plamen Yankov Zbigniew Kicka          |
| Halfmiddengewicht (– 71 kg)   | Rolando Garbey    | Alfredo Lemus     | Anatoliy Klimanov Joseph Nsubuga      |
| Middengewicht (– 75 kg)       | Rufat Riskiyev    | Alec Năstac       | Bernd Wittenburg Dragomir Vujković    |
| Halfzwaargewicht (– 81 kg)    | Mate Parlov       | Oleg Korotayev    | Ottomar Sachse Leon Spinks            |
| Zwaargewicht (+ 81 kg)        | Teófilo Stevenson | Marvin Stinson    | Fatai Ayinla Rajko Miljić             |

## Medaillespiegel
| Plaats | Land                           | Goud | Zilver | Brons | Totaal |
| 1      | Cuba                           | 5    | 1      | 2     | 8      |
| 2      | Sovjet-Unie                    | 2    | 2      | 4     | 8      |
| 3      | Verenigde Staten               | 1    | 2      | 1     | 4      |
| 4      | Joegoslavië                    | 1    | 0      | 2     | 3      |
| 5      | Puerto Rico                    | 1    | 0      | 1     | 2      |
| 5      | Oeganda                        | 1    | 0      | 1     | 2      |
| 7      | Roemenië                       | 0    | 2      | 1     | 3      |
| 8      | Venezuela                      | 0    | 2      | 0     | 2      |
| 9      | Bulgarije                      | 0    | 1      | 1     | 2      |
| 10     | Kenia                          | 0    | 1      | 0     | 1      |
| 11     | Duitse Democratische Republiek | 0    | 0      | 3     | 3      |
| 12     | Spanje                         | 0    | 0      | 1     | 1      |
| 12     | Frankrijk                      | 0    | 0      | 1     | 1      |
| 12     | Ghana                          | 0    | 0      | 1     | 1      |
| 12     | Nigeria                        | 0    | 0      | 1     | 1      |
| 12     | Panama                         | 0    | 0      | 1     | 1      |
| 12     | Polen                          | 0    | 0      | 1     | 1      |
| Totaal | Totaal                         | 11   | 11     | 22    | 44     |

Bron: sportuitslagen.org